# Église protestante de Schiltigheim
L'église protestante de Schiltigheim est un monument historique situé à Schiltigheim, dans le département français du Bas-Rhin.

## Localisation
Ce bâtiment est situé à Schiltigheim, au 24 rue Principale.

## Historique
L'édifice fait l'objet d'une inscription sur l'inventaire supplémentaire des monuments historiques depuis 1993.

## Architecture

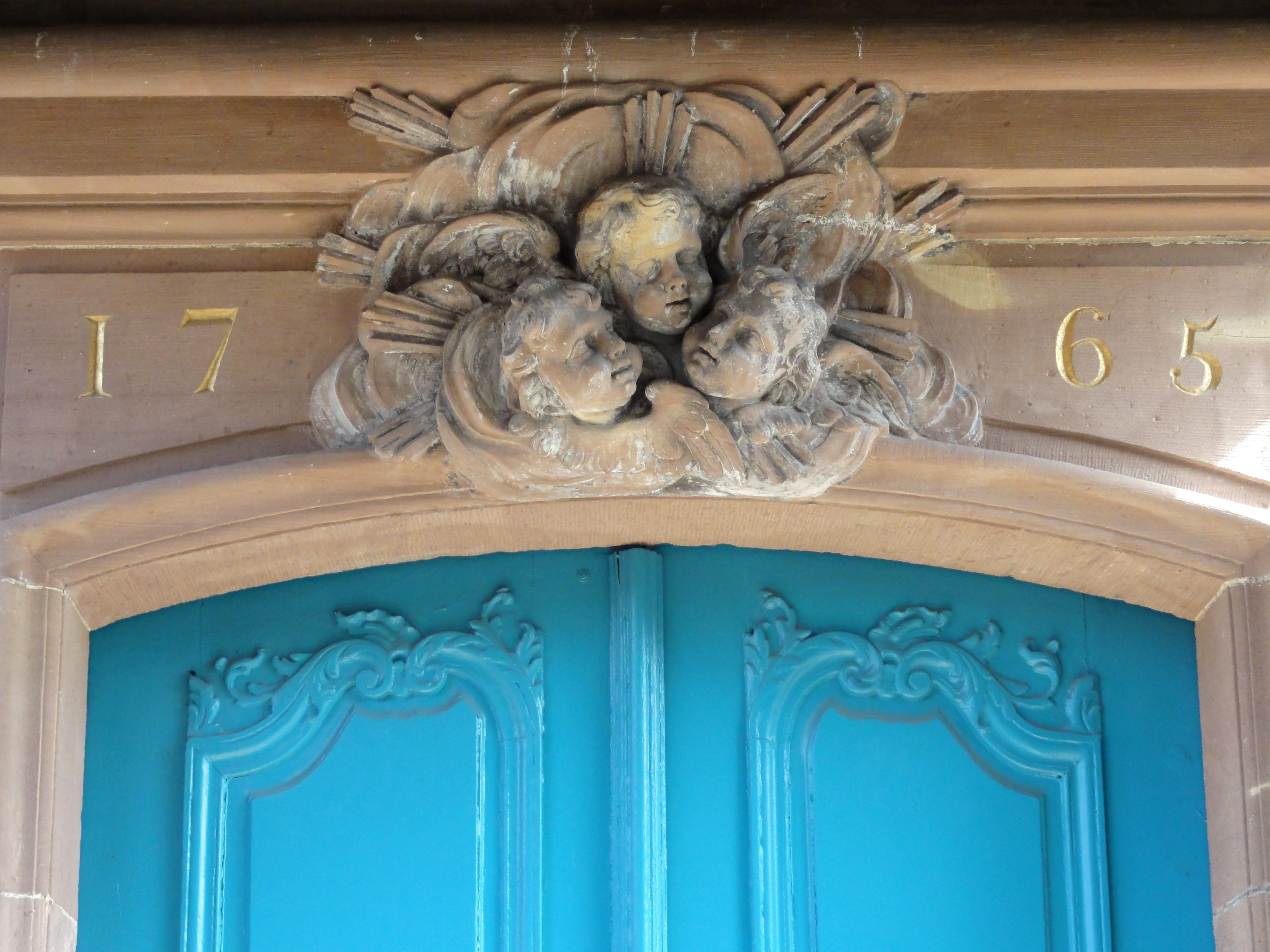
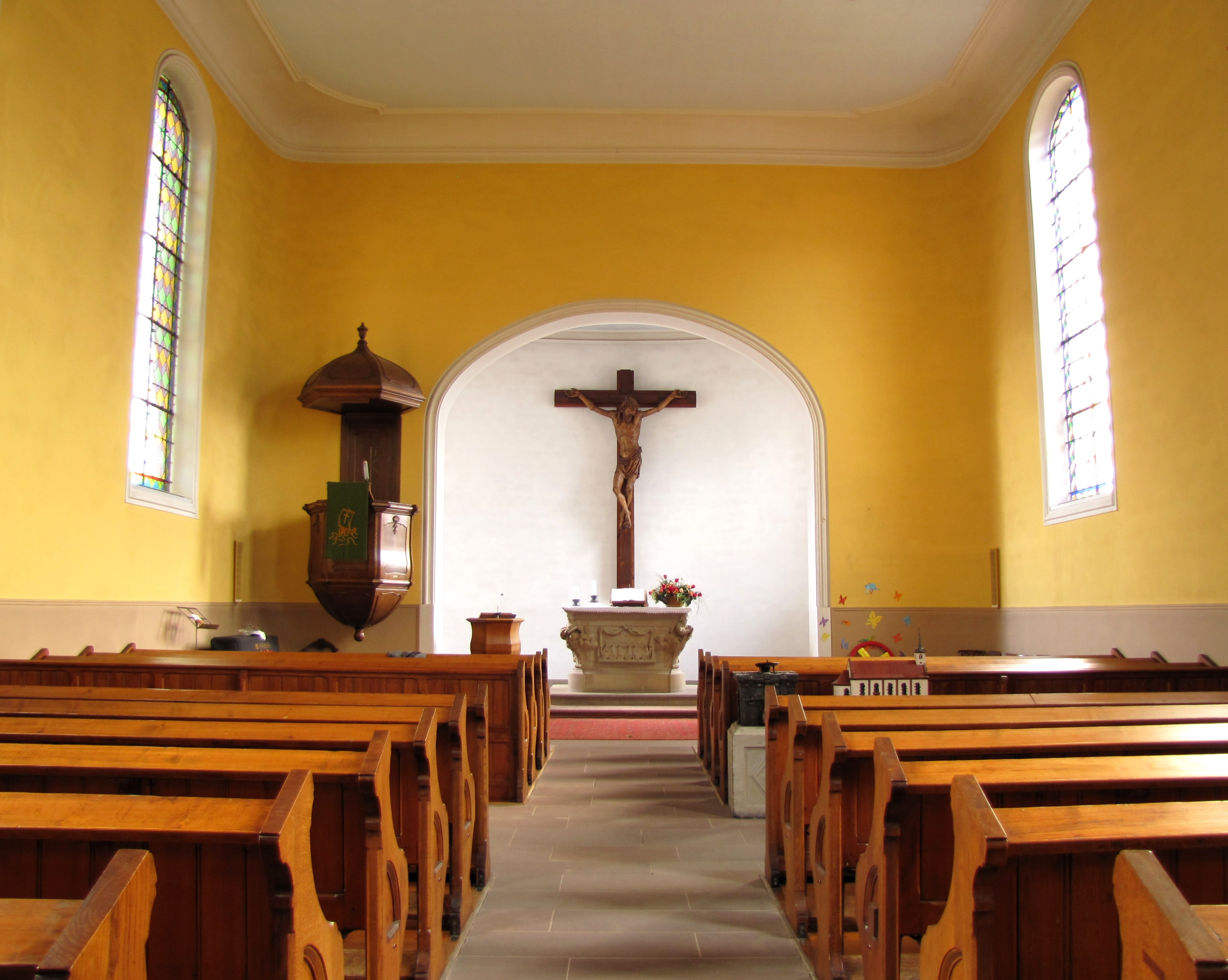
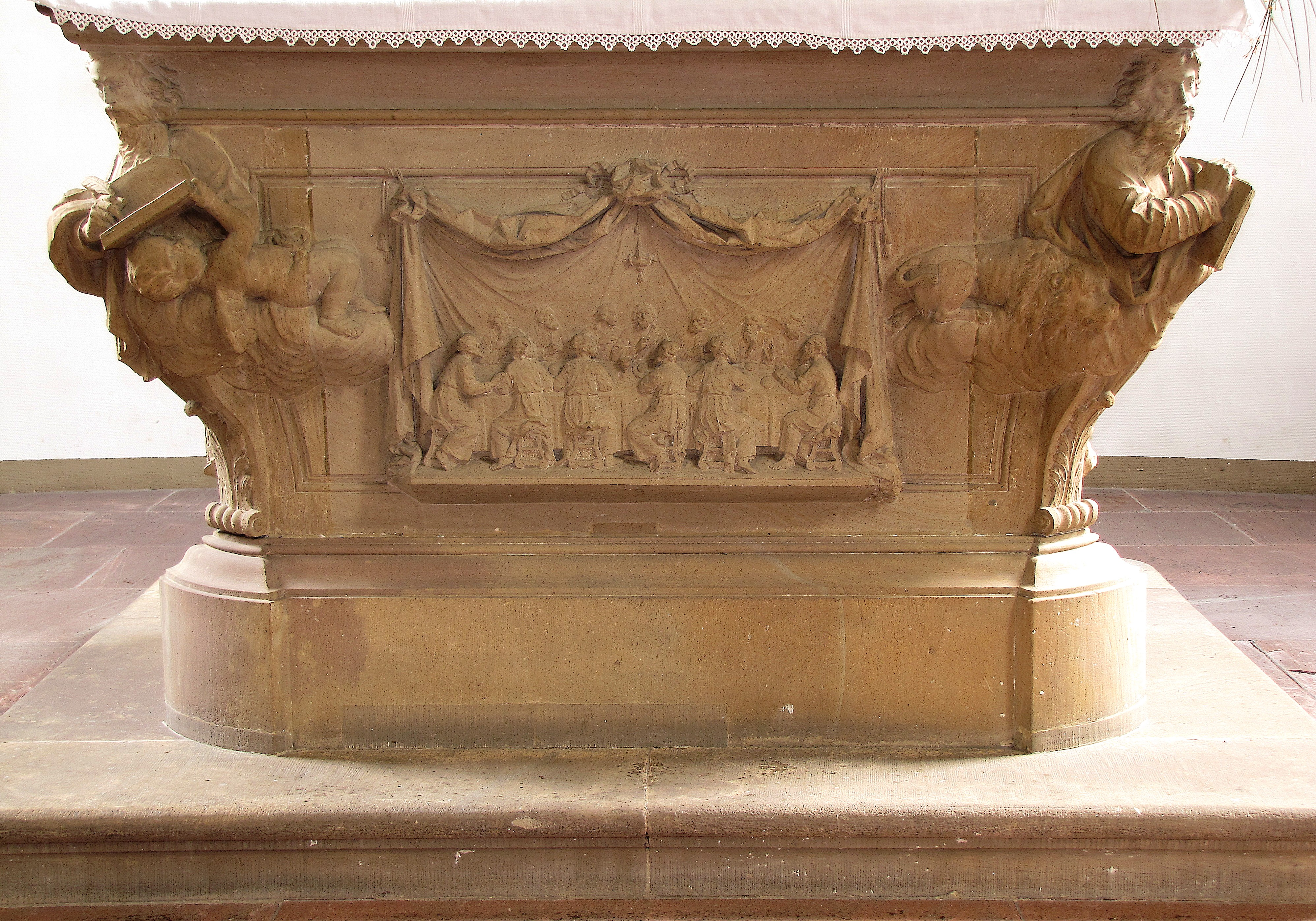
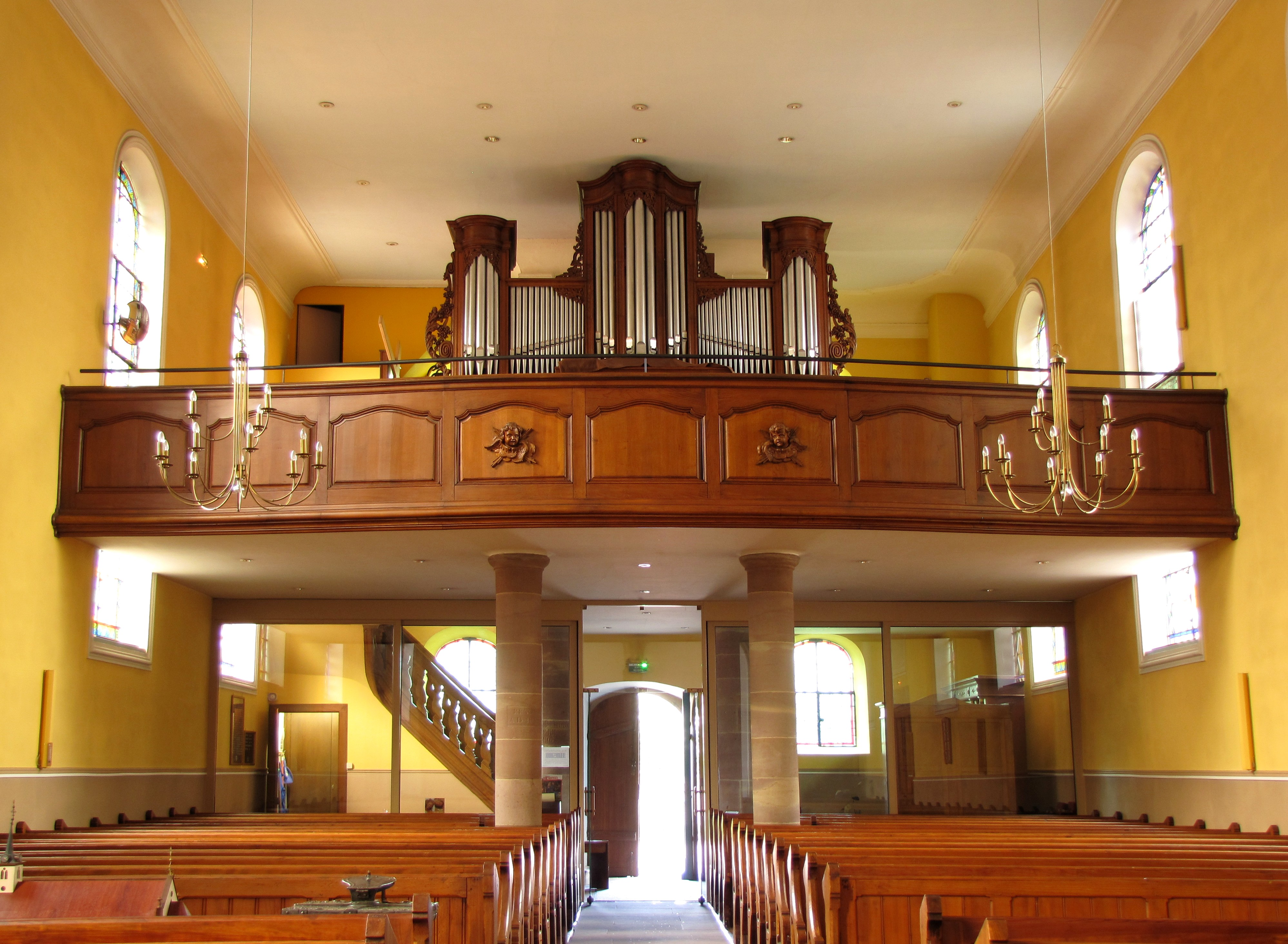
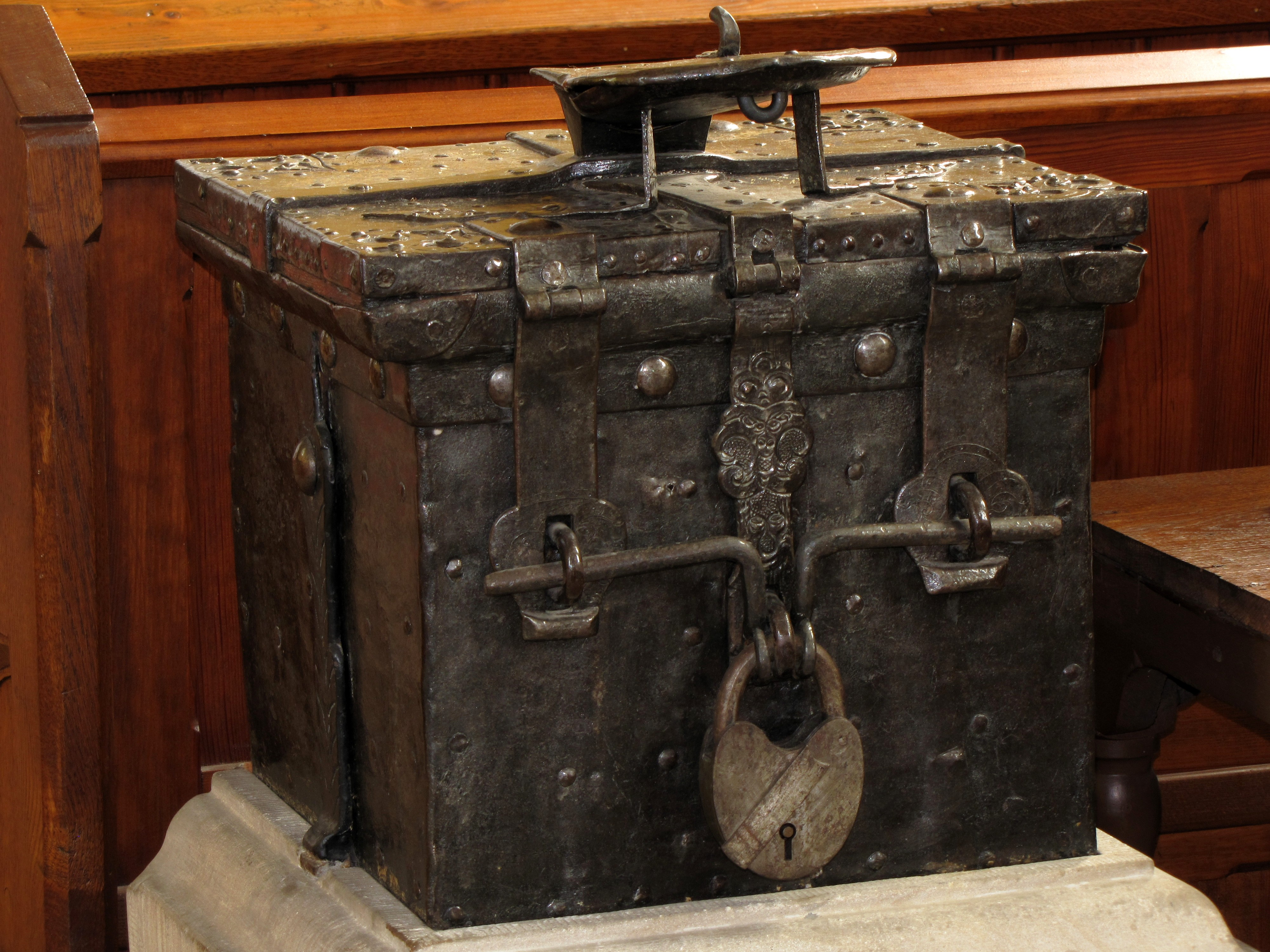
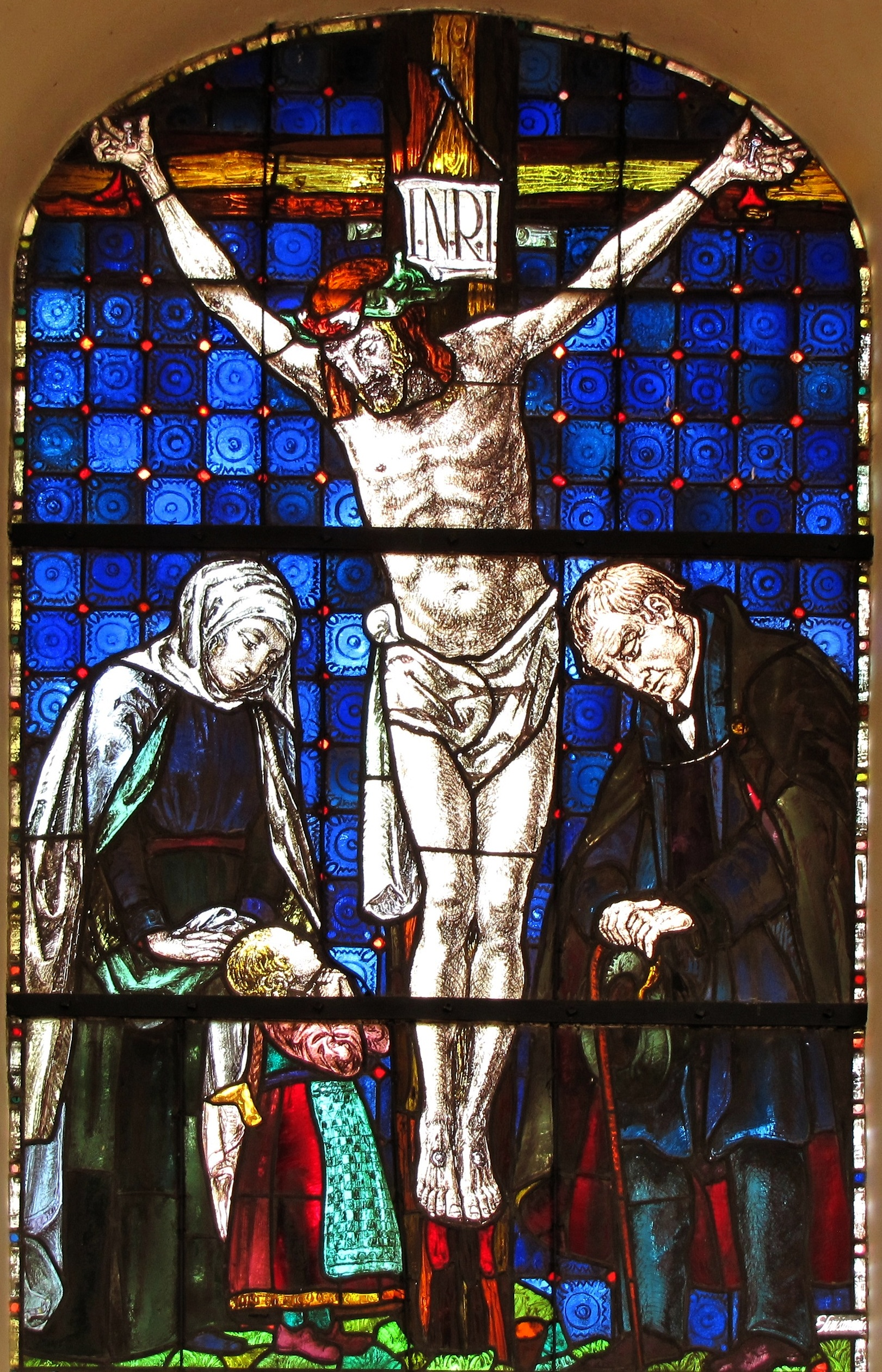